# قطر (دائرة)

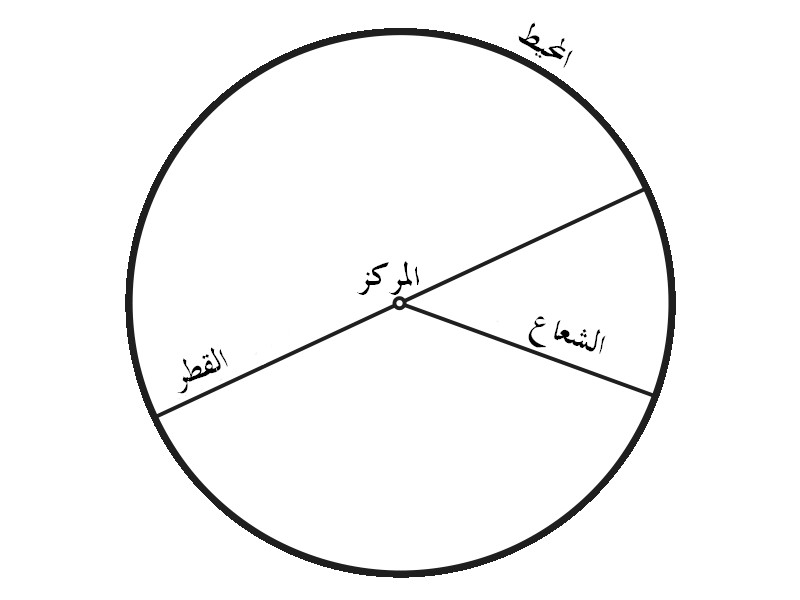
قطر الدائرة

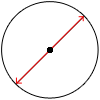
قطر الدائرة

القُطْر (بالإنجليزية: Diameter) هو في الدائرة أو في الكرة أو في الإهليلج القطعةُ المستقيمةُ الواصلةُ بين نقطتين على الدائرة (أو الكرة أو الإهليلج) والمارة بالمركز، وهو بذلك الوتر المار بالمركز.

## لا نهائية أقطار الدائرة
تحتوي أي دائرة على عدد لا نهائي من الأقطار، وذلك بفرض أن هناك عددا لا نهائيا من الأعداد بين كل عددين.